# Eleccions legislatives franceses de 1842
Les eleccions legislatives franceses de 1842 van tenir lloc el 9 de juliol de 1842, després de la dissolució de la Cambra dels Diputats pel rei Lluís Felip I. Els resultats van reforçar la majoria parlamentària de François Guizot.

## Mode d'escrutini
Conforme a la Carta de 1830, els diputats foren elegits per escrutini majoritari uninominal a una volta a cadascuna de les 459 circumscripcions definides per le redistribució de 1831. El sufragi era censatari.

## Resultats
| Partit | Partit                   | Líder           | %     | Escons |
| ------ | ------------------------ | --------------- | ----- | ------ |
|        | Partit de la Resistència | François Guizot | 58.0% | 266    |
|        | Partit del Moviment      | Adolphe Thiers  | 42.0% | 193    |
| Total  | Total                    | Total           | 100%  | 459    |

Lluís Felip I va dissoldre la legislatura el 16 de juliol de 1846.